# Pollichthys mauli
Pollichthys mauli és una espècie de peix pertanyent a la família Phosichthyidae i l'única del gènere Pollichthys.

## Descripció
- Pot arribar a fer 6 cm de llargària màxima.
- Cos prim.
- 10-12 radis tous a l'aleta dorsal i 22-30 a l'anal.
- Dors fosc amb els flancs platejats.
- Fotòfors completament desenvolupats en assolir els 25-27 mm de llargada.[3][4][5][6]

## Alimentació
Menja principalment crustacis petits.

## Hàbitat
És un peix marí, oceanòdrom mesopelàgic (els joves i els adults viuen entre 200 i 500 m de fondària durant el dia i a 100-200 a la nit) i batipelàgic que viu entre 100 i 600 m de fondària (normalment, entre 300 i 600) i entre les latituds 60°N-34°S i 98°W-144°E.

## Distribució geogràfica
Es troba a l'Atlàntic oriental (des de les illes Canàries fins a les costes occidentals d'Àfrica i la latitud 60°N, 20°W), l'Atlàntic occidental (el golf de Mèxic), l'Atlàntic nord (60°-30°) i el Pacífic occidental.

## Observacions
És inofensiu per als humans.